# DR (audiovisuel)
DR, anciennement Danmarks Radio, est l'entreprise de radio-télévision publique du Danemark. Fondée en 1925, elle est l'une des vingt-trois entreprises de radio-télévision à avoir cofondé l'Union européenne de radio-télévision en 1950. Elle est également membre de la Nordvision.
Basée à Copenhague, elle gère cinq chaînes de télévision et sept stations de radio (cf. Activités).

## Histoire du groupe
Le groupe naît officiellement le 1er avril 1925 sous le nom de Radioordningen (compagnie de radiodiffusion), devenu un an plus tard  Statsradiofonien (radiodiffusion d'État). Essentiellement tournée vers la culture, le divertissement et l'information (présente à l'antenne sous la forme de bulletins quotidiens appelés Radioavisen), elle connaît une croissance soutenue jusqu'à la prise de contrôle de la station par les Allemands durant la Seconde Guerre mondiale. Devenue un simple relais de la propagande nazie, nombre de danois se tournent vers les émissions qui leur sont consacrés par la BBC et Sveriges Radio (SR), les radios respectivement britannique et suédoise.
Il renoue avec sa mission de service public dans les années de l'immédiat après-guerre, et se dote d'une vaste maison de la radio (Radiohuset) en 1945. L'année 1951 voit à la fois la création d'une seconde station de radio (DR P2) et les premières émissions expérimentales de la télévision danoise (SR Fjersyn), qui diffuse de manière régulière à partir de 1954.
En 1959, la Statsradiofonien est rebaptisée Danmarks Radio. Les premiers tests de télévision couleur sont réalisés fin 1967. Ils sont menés à une plus grande échelle au début de l'année 1968, à l'occasion de la retransmission des jeux olympiques d'hiver de Grenoble. 
Danmarks Radio perd son monopole sur la télévision en 1988, année de la création de la chaîne TV 2. En 1996, la compagnie publique fonde à son tour une seconde chaîne de télévision (DR 2) simplifiant en même temps son nom et devenant DR. Le 7 juin 2007, elle lance une chaîne d'information en continu, DR Update. L'introduction de la télévision numérique permet la création de trois autres chaînes de télévision au mois de novembre 2009 : DR K (chaîne consacrée à la culture), DR Ramasjang (chaîne consacrée à la jeunesse) et DR HD (programmes en haute définition).

### Identité visuelle (logo)

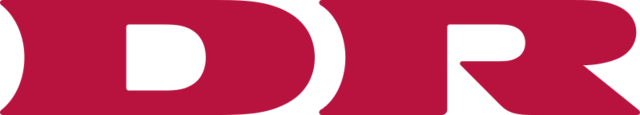
Logo de DR de 1996 à 2005.
Logo de DR de 2005 à décembre 2006.
Logo de DR de décembre 2006 à 2013.
Logo de DR depuis janvier 2013.

## Organisation

### Sièges
La compagnie se dote d'une vaste maison de la radio (Radiohuset) en 1945. En 1969, les bureaux sont aménagés dans un nouvel immeuble (TV Byen) qui restera le siège de l'entreprise jusqu'en 2006, année de la construction d'un nouveau complexe (DR Byen). 

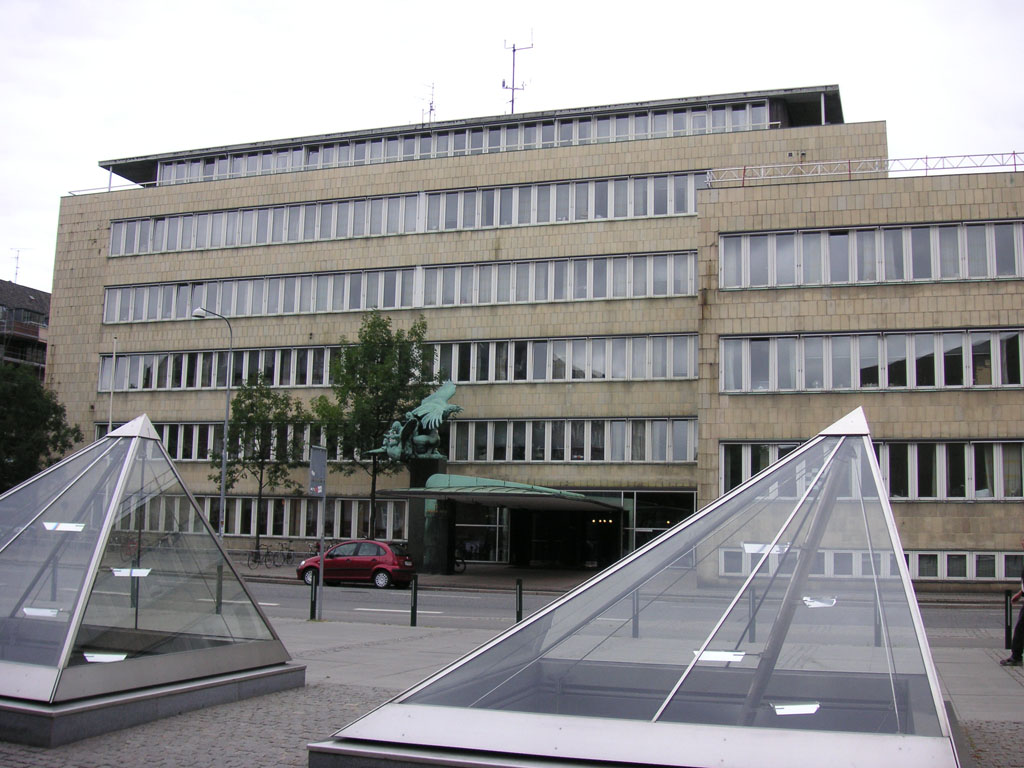
L'ancienne Maison de la Radio à Copenhague (Radiohuset).
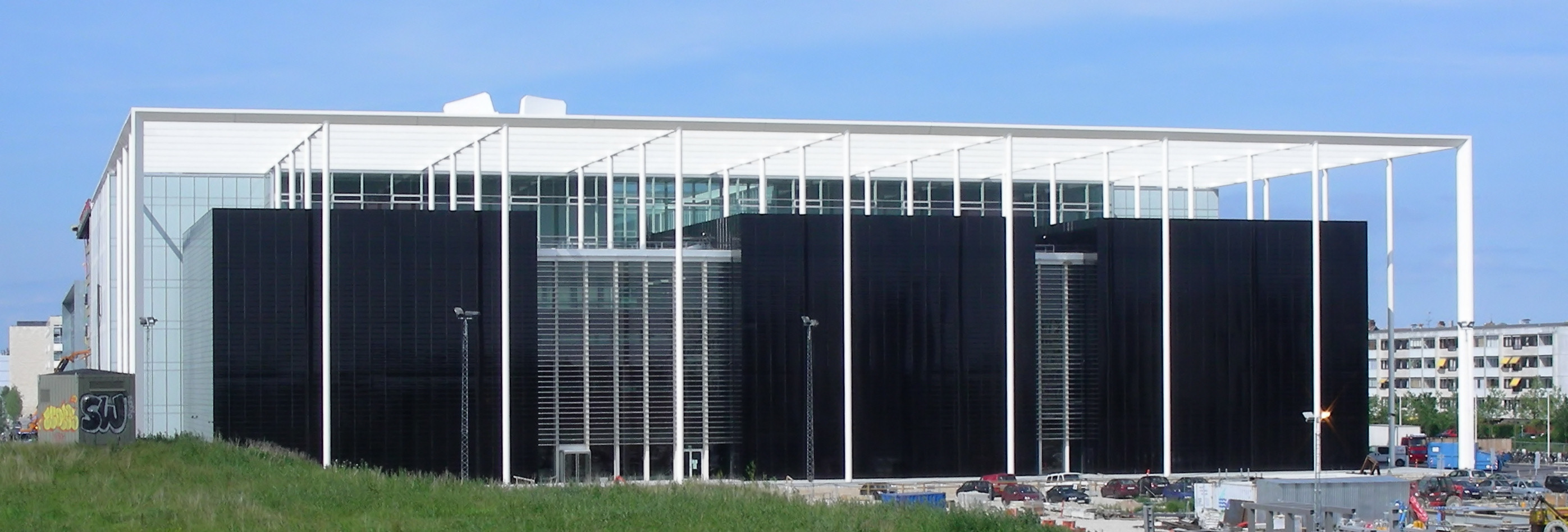
Le siège actuel de l'entreprise (DR Byen), inauguré en 2006.

## Activités

### Radio
| Station de radio | Logo | Orientation | Date de création |
| ---------------- | ---- | --- | ---------------- |
| DR P1            |      | Station à contenu généraliste ; l'information, les débats et les émissions de société prédominent.                                      | 1925             |
| DR P2            |      | Station consacrée à la culture et à la musique classique.                                                                               | 1951             |
| DR P3            |      | Station orientée vers les 15-35 ans, elle propose un format pop-rock.                                                                   | 1er janvier 1963 |
| DR P4            |      | Station diffusant des émissions de proximité et variétés, elle comporte des décrochages régionaux dans onze régions.                    | avril 1960       |
| DR P5            |      | Station destinée aux 60 ans et plus, diffusant des chansons issues des années 1950 et 1960, mélangées avec des chansons plus actuelles. | 2 novembre 2009  |

| Station de radio | Logo | Orientation                                                                         | Date de création  |
| ---------------- | ---- | ----------------------------------------------------------------------------------- | ----------------- |
| DR P6 Beat       |      | Station axée sur la musique, plus particulièrement les genres alternative et indie. | 11 avril 2011     |
| DR P8 Jazz       |      | Station diffusant du jazz.                                                          | 12 septembre 2011 |

| Station de radio | Logo | Orientation                              | Date de création   | Date de disparition |
| ---------------- | ---- | ---------------------------------------- | ------------------ | ------------------- |
| DR P7 MIX        |      | Station axée sur la musique pop et soul. | 6 juin 2011        | 2 janvier 2020      |
| DR Mama          |      | Station musicale.                        | 1er septembre 2011 | 30 septembre 2014   |
| DR Nyheder       |      | Radio d'information en continu.          | 2006               | 31 janvier 2012     |

### Télévision
| Chaîne de télévision | Logo | Orientation                                    | Date de création  |
| -------------------- | ---- | ---------------------------------------------- | ----------------- |
| DR1                  |      | Première chaîne généraliste.                   | 2 octobre 1951    |
| DR2                  |      | Seconde chaîne généraliste.                    | 30 août 1996      |
| DR Ramasjang         |      | Chaîne destinée aux enfants de moins de 7 ans. | 1er novembre 2009 |

| Chaîne de télévision | Logo | Orientation | Date de création |
| -------------------- | ---- | --- | ---------------- |
| DR3                  |      | Chaîne de divertissements destinée aux 15-39 ans. Depuis le 2 janvier 2020, elle n'est disponible que sur Internet. | 28 janvier 2013  |
| DR Ultra             |      | Chaîne destinée aux 7 à 12 ans. Depuis le 2 janvier 2020, elle n'est disponible que sur Internet.                   | 4 mars 2013      |

| Chaîne de télévision | Logo | Orientation                               | Date de création  | Date de disparition                  |
| -------------------- | ---- | ----------------------------------------- | ----------------- | ------------------------------------ |
| DR K                 |      | Chaîne consacrée à la culture.            | 1er novembre 2009 | 2 janvier 2020                       |
| DR HD                |      | Chaîne de programmes en haute définition. | 1er novembre 2009 | 28 janvier 2013 (remplacée par DR3)  |
| DR Update            |      | Chaîne d'information en continu.          | 7 juin 2007       | 4 mars 2013 (remplacée par DR Ultra) |